# Ray Nayler
Ray Nayler (* 1976) ist ein US-amerikanischer und kanadischer Science-Fiction-Autor. Seine Werke behandeln humanistische Themen und beschäftigen sich mit Fragen zu Künstlicher Intelligenz und Tierethik. 2023 wurde sein Roman The Mountain in the Sea mit dem Locus Award ausgezeichnet.

## Leben und Ausbildung
Nayler war zuvor Mitglied des Peace Corps und arbeitete als US-Diplomat im Auswärtigen Dienst in Russland und Zentralasien. Zudem war er Pressesprecher an der Botschaft der Vereinigten Staaten in Baku, Aserbaidschan, sowie Beauftragter für Umwelt, Wissenschaft, Technologie und Gesundheit am US-Konsulat in Ho-Chi-Minh-Stadt.

## Auszeichnungen
- 2023: Locus Award

## Werke

### Romane
- The Mountain in the Sea. 2022.
- The Tusks of Extinction. 2024.
- Where the Axe Is Buried. 2025.